# 7804 Боєсґаард
7804 Боєсґаард (7804 Boesgaard) — астероїд головного поясу.
Тіссеранів параметр щодо Юпітера — 3,487.